# Teatro Cantiere Florida
Il Teatro Cantiere Florida è un teatro di Firenze.

## Storia
Il teatro (già Cinema Teatro Florida) aprì a Firenze nel mese di dicembre 2002 grazie a un lavoro di completo restauro a cura di Elsinor Teatro Stabile d'Innovazione.
Si hanno notizie dell'esistenza di un teatro nei locali della canonica di San Pietro a Monticelli che nel 1940 aveva l'agibilità per 186 spettatori. Nel 1954, in occasione del rifacimento dei locali della canonica, il vecchio teatro venne distrutto e al suo posto fu realizzato il Cinema Florida che per vari decenni ha costituito, assieme alle altre due sale Eden e Universale, un importante punto di ritrovo per il nuovo quartiere dell'Oltrarno.
Oggi il Teatro Cantiere Florida è gestito da Elsinor Teatro Stabile d'Innovazione ed è una realtà importante nel panorama nazionale che propone a Firenze la più completa stagione di teatro contemporaneo con un ampio calendario di prosa, danza e teatro ragazzi.
Accanto alla stagione, il teatro propone rassegne, laboratori di alta formazione ed eventi. Il foyer ospita mostre e installazioni.